# Ctenoplusia fulgens
Ctenoplusia fulgens är en fjärilsart som beskrevs av Claude Dufay 1972. Ctenoplusia fulgens ingår i släktet Ctenoplusia och familjen nattflyn. Inga underarter finns listade i Catalogue of Life.